# Steve Cruz (Pornodarsteller)

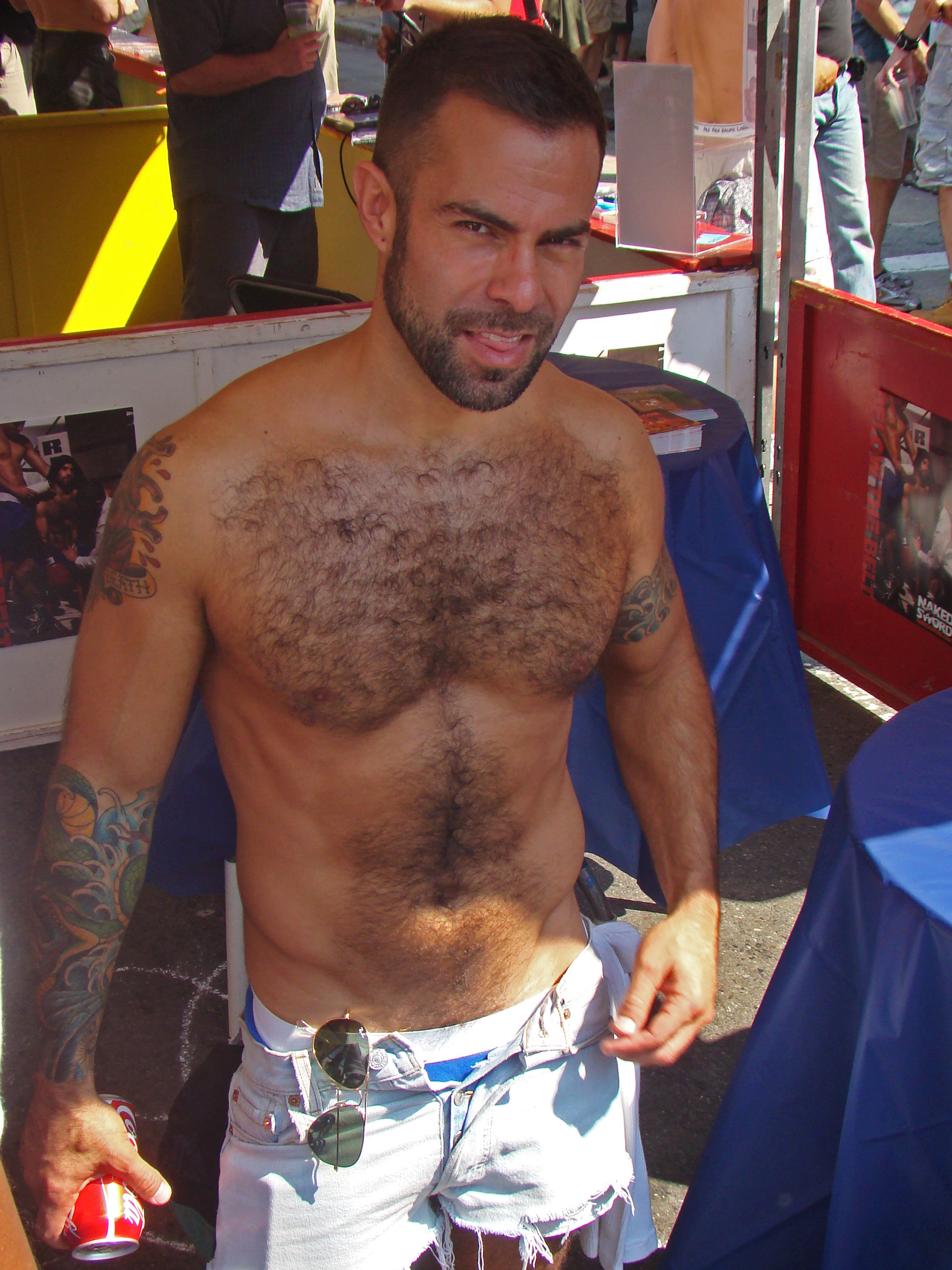
Steve Cruz

Steve Cruz (* 4. November 1972) ist ein US-amerikanischer Pornodarsteller und -filmregisseur.

## Leben
Steve Cruz ist als Pornodarsteller und Filmregisseur in den Vereinigten Staaten tätig. Er erhielt bedeutende Preise der US-amerikanischen Pornoindustrie.

## Filmografie (Auswahl)

### Schauspieler
- Hard Friction: HF 2 (2010)
- Tales of the Arabian Nights (2010)
- Focus/Refocus (2009)
- Hotter Than Hell: Part 1 (2008)
- Jock Itch 2: Balls to the Wall
- The 4th Floor (2008)
- Savage (2008)
- Grunts: The New Recruits (2007)
- Grunts: Brothers in Arms (2007)
- Grunts: Misconduct (2007)
- Ink Storm (2007)
- Communion (2007)
- Mirage (2007)
- Limits (2007)
- Grease Monkey Bears (2007)
- Command Post (2007)
- H2O (2007)
- Hot House Backroom, Volume 3 (2007)
- Hot House Backroom, Volume 4 (2007)
- Link: The Evolution (2007)
- Out on Vacation (2007)
- Lords of the Jungle (2006)

### Filmregisseur
- Hotter Than Hell, Part 1, (Raging Stallion Studios)
- Hotter Than Hell, Part 2, (Raging Stallion Studios)
- Blue Movie, (Falcon Entertainment)
- Red Light, (Falcon Entertainment)

## Preise und Auszeichnungen (Auswahl)
- 2008: GayVN Award, Beste Gruppenszene
- 2010: GayVN Award für Bester Nebendarsteller
- 2008: Grabby Award für Bester Newcomer und Beste Gruppen Szene